# Kovács Nimród
Kovács J. Nimród (Budapest, 1949. október 27. –) magyar-amerikai üzletember. Diplomája megszerzése után reklám-szakemberként kezdett a Madison Avenue-n, majd Denverben a kábel tv-k világában merült el, majd Kábel, Média és Telcom üzleteket alapítva és vezetve a világ minden táján dolgozott, míg vissza nem vonult szülővárosában, Budapesten. Jelenleg befektetőként, filantrópként és természetbarát borászként tölti idejét.

## Egyetemi és pályakezdő évek
A gimnáziumot és vendéglátó-ipari tanulmányait befejezve, a mai Szlovéniából úszva szökött át Olaszországba 1971-ben.  Az olasz menekülttáborokban töltött néhány hónap után, 1972-ben érkezett az Amerikai Egyesült Államokba. Oklahoma államban, Tulsában, egy hotel mosogatófiújaként, majd pincérként kezdett új életet. Miután Coloradoba költözött, továbbra is pincérként keresve a kenyerét, már megfelelő angoltudással rendelkezett, hogy a  Colorado-i Egyetem diákja legyen, ahol 1976-ban szerezte meg első diplomáját (Bachelor of Science degree). Tanulmányait az Arizona állambeli Phoenixben, a Thunderbird School of Global Management intézményében folytatta, ahol Masters of International Management diplomát szerzett. 1987 nyarát Stanford-ban töltötte, ahol tanulmányaiban a sikeres szervezeti felépítések működésére koncentrált.

## Karrier
Az arizonai Phoenixből New Yorkba költözött, és 1977 szeptemberében a Doyle Dane Bernbach reklámügynökségnél kezdett dolgozni. Ügyfelei között szerepelt az American Airlines és a Hershey Foods. Pályafutását 1979-ben a Grey Advertisingnél folytatta, ahol a General Foods Corporation volt kiemelt ügyfele. A Wells Rich and Greene reklámügynökségnél 1980-tól a Ralston, az Alka Selzer és New York Állam munkáiért felelt.
1982-ben Colorado-ba költözött, hogy a United Cable Television Corporation Marketing Igazgatói posztját töltse be, ahonnan hamar Marketing és Műsor Igazgatóvá léptették elő. Működése során többek között a Discovery Channel, az E Entertainment és a QVC tv-csatornák fejlesztésében vett részt aktívan. Amikor a United-ot felvásárolta a Tele-Communications Inc., Nimród a Schneiderek társtulajdonosa lett a United International Holdings Inc.-nél (UIH), ahol elsősorban a Cable TV Greenfield európai befektetéseivel foglalkoztak. Ezen befektetések egyike volt a UIH, Time Warner és US West Kabelkom névre keresztelt közös vállalkozása, mely bevezette Magyarországon a modern kábel tv rendszerét és elérhetővé tette az HBO és a Spektrum Tv csatornáit. Ezzel párhuzamosan Nimród aktívan részt vett egy másik, Philips-szel közös vállalkozásban, mely létrehozta a UPC-t, ami Nimród vezetésével a legnagyobb Közép és Kelet Európai kábel szolgáltatóvá vált, összesen 3 millió lengyel, cseh, magyar, szlovén és román előfizetővel.
Vállalati munkássága mellett Nimród alapító elnökségi tagként vett részt a CTAM (Cable and Telecommunications Association for Marketing) munkájában és a szervezetet bevezette Európába is. 2009-ben visszavonult, hogy régi szenvedélyének, a boroknak hódolhasson. Jelenleg saját borászatát vezeti Magyarországon, Egerben.

## Magánélet
Kovács J. Nimród nem csak a borok és a gasztronómia szerelmese, hanem lelkes műgyűjtő is. Gyűjteménye alapvetően 19. századi magyar festményekből és 20. századi nemzetközi és magyar műtárgyakból áll. Ugyan a nagyvállalatok világától visszavonult, de továbbra is aktív, számos jótékonysági és szellemi társaság tagja. 2005-ben kitüntették a Magyar Köztársasági Érdemrend lovagkeresztjével. Három gyermeke van: Tash, Briana és Hunter.